# Beschleunigte Drachenvariante
|   | a | b | c | d | e | f | g | h |   |
| 8 |   |   |   |   |   |   |   |   | 8 |
| 7 |   |   |   |   |   |   |   |   | 7 |
| 6 |   |   |   |   |   |   |   |   | 6 |
| 5 |   |   |   |   |   |   |   |   | 5 |
| 4 |   |   |   |   |   |   |   |   | 4 |
| 3 |   |   |   |   |   |   |   |   | 3 |
| 2 |   |   |   |   |   |   |   |   | 2 |
| 1 |   |   |   |   |   |   |   |   | 1 |
|   | a | b | c | d | e | f | g | h |   |

Grundstellung der beschleunigten Drachenvariante nach 4. … g7–g6
Die Beschleunigte Drachenvariante ist eine Variante der Sizilianischen Verteidigung, einer Eröffnung im Schachspiel. Sie ist in den ECO-Codes unter den Schlüsseln B34 bis B39 klassifiziert.
Die beschleunigte Drachenvariante entsteht nach den Zügen (siehe auch: Schachnotation):
1. e2–e4 c7–c5

2. Sg1–f3 Sb8–c6

3. d2–d4 c5xd4

4. Sf3xd4 g7–g6

## Grundidee
Die beschleunigte Drachenvariante unterscheidet sich von der klassischen Drachenvariante dadurch, dass Schwarz noch nicht d7–d6 gespielt hat. Dies kann insofern von Vorteil sein, als Schwarz sich durch ein direktes d7–d5 im Vergleich zu d7–d6–d5 ein Tempo erspart.
Nach z. B. 5. Sb1–c3 Lf8–g7 6. Lc1–e3 Sg8–f6 7. Lf1–e2 0–0 8. 0–0 geht d7–d5 in einem Rutsch. Durch rechtzeitiges 8. Sd4–b3 kann Schwarz nur noch d7–d6 ziehen und die Partie landet in der klassischen Variante des Drachen.
Auch nach 7. f2–f3 0–0 8. Dd1–d2 geht d7–d5 in einem Rutsch.
Beim Versuch, mittels 7. Lf1–c4 den Jugoslawischen Angriff der Drachenvariante zu erreichen, kann sich nach 7. … 0–0 8. Lc4–b3 durch 8. … a7–a5 die Uogele-Variante ergeben. Jetzt sollte Weiß mit 9. f2–f3 den Bauern e4 zusätzlich decken, denn Schwarz droht, mit 9. … a5–a4 10. Lb3xa4 Sf6xe4 11. Sc3xe4 Ta8xa4 einen Randbauern gegen den Zentrumsbauern zu tauschen und dadurch gutes Spiel zu erlangen.
Um die Rossolimo-Variante zu vermeiden, kann Schwarz auch bereits im 2. Zug g7–g6 spielen. Dies nennt man die Hyperbeschleunigte Drachenvariante. In vielen Fällen werden danach durch Zugumstellung wieder Abspiele der Beschleunigten Drachenvariante erreicht. Weiß kann aber auch versuchen, mittels 3. d2–d4 c5xd4 4. Dd1xd4 die temporäre Schwächung der Diagonale auszunutzen. Nach beispielsweise 4. … Sg8–f6 5. e4–e5 Sb8–c6 6. Dd4–a4 Sf6–d5 ergeben sich eigenständige Abspiele.

## Maróczy-Aufbau
Andererseits erhält Weiß die Möglichkeit, mit 5. c2–c4 (der Maróczy-Aufbau, benannt nach Géza Maróczy) fortzusetzen, da Sb1–c3 noch nicht gespielt wurde. Der Maróczy-Aufbau wird vom Gegner häufig mit einem Aufbau in Form einer Igelstellung beantwortet.
Im Maróczy-Aufbau konzentriert sich Weiß neben seiner Entwicklung zunächst auf die Verhinderung der Durchbrüche b5 und d5.
Falls nicht frühes f7–f5 geschieht, gehören die weißen Türme auf c1 und d1. Vorher zieht Weiß Le3, Le2, 0–0 und Dd2.
Eine Hauptvariante ist 5. c2–c4 Lf8–g7 6. Lc1–e3 Sg8–f6 7. Sb1–c3 Sf6–g4 8. Dd1xg4 Sc6xd4 9. Dg4–d1 Sd4–e6 (e7–e5 10. Lf1–d3 0–0 11. 0–0 d7–d6) Eine Beispielpartie mit 10. Dd1-d2 ist Larsen-Petrosjan, Los Angeles 1966. Inzwischen gilt 10. Ta1–c1 als genauer. Dann muss durch Dd8–a5 11. b2–b4 verhindert werden. 
Um eine Stellung mit Springer gegen einen schlechten weißen, weißfeldrigen Läufer zu erhalten ist Schwarz zum Abtausch der schwarzfeldrigen Läufer wie im Aufbau 5. c2–c4 Lf8–g7 6. Lc1–e3 Sg8–f6 7. Sb1–c3 0-0 8. Lf1–e2 d7–d6 9. 0–0 Lc8–d7 10. Ta1–c1 Sc6xd4 11. Le3xd4 Ld7–c6 12. f2–f3 a7–a5 13. b2–b3 Sf6–d7 bereit. 
Nach 14. Sc3–d5 Lg7xd4 15. Dd1xd4 errichtet e7–e5 eine Blockade auf den schwarzen Feldern. Nach 16. Dd4–d2 Lc6xd5 17. Dd2xd5 Sd7–c5 18. Tf1–d1 Ta8–a6 ist die Stellung im Gleichgewicht.
In Bisguier – Fischer, New York 1956 entstand die Beschleunigte Drachenvariante aus dem Vierbauernangriff der Königsindischen Verteidigung.
Die Nebenvariante 5. c2–c4 Lf8–g7 6. Sd4–c2 will dem beengter stehenden Schwarzen erleichternden Figurentausch verweigern. Dabei ist Weiß nach weiterem d7–d6 7. Lf1–e2 Sg8–f6 8. Sb1–c3 0–0 9. 0–0 Sf6–d7 10. Lc1–d2 Sd7–c5 11. b2–b4 zum Bauernopfer 11. … Lg7xc3 12. Ld2xc3 Sc5xe4 13. Lc3–b2 bereit.

## Gurgenidse-Variante
Die Gurgenidse-Variante entsteht nach 5. c2–c4 Sg8–f6 6. Sb1–c3 Sc6xd4 7. Dd1xd4 d7–d6. Sie kann durch den Einschub 6. … d7–d6 7. Lf1–e2 Sc6xd4 8. Dd1xd4 Lf8–g7 nuanciert werden.